# Речитатив
Речитати́в (італ. recitativo) — протяжне проказування, що наближається і до декламації, і до співу. Текстовою основою речитативу може бути як поезія, так і проза.
Розрізняють види речитативу:
- Сухий (secco) і аккомпанований (accompagnato);
- Розмірений (a tempo);
- Співучий (те саме, що аріозо).

У всіх видах речитативу велике значення має правильна, осмислена декламація.
У вокальній музиці бароко і віденської класики використовувалися речитативи secco і accompagnato, пізніше різні види речитативу нерідко змішувалися.
В операх і ораторіях речитатив зазвичай супроводжується сухим акомпанементом і виконує функцію зв'язок між аріями. При цьому в речитативу відбивається драматична дія, а в аріях — емоційна реакція персонажів на нього.

## Сухий речитатив
Співак співає під акомпанемент basso continuo, який реалізується зазвичай як послідовність акордів (без орнаментики і мелодійних фігур) і не висловлює настрої, а тільки служить для вказівки співаку тональності і для підкреслення розділових знаків. Акорди беруться переважно там, де в речитативі є перерва. Іноді в проміжку між двома фразами, що мають перерву, вставляється короткий ритурнель з фігурою, що виражає настрій. Такий речитатив має дуже мало мелодійного змісту. На кожен склад тексту потрібно тільки один звук. Форма такого речитативу невизначена і знаходиться в повній залежності від тексту. Співаком він виконується вільно, не в темп.

## Речитатив accompagnato
На відміну від сухого речитативу, де співака супроводжує лише партія basso continuo (на органі, клавесині та ін.), В речитативі accompagnato (італ. accompagnato, досл. «з акомпанементом») зайняті інструменти з виписаними партіями (аж до цілого оркестру). Цей тип речитативу отримав розвиток в високому бароко (пасіони Й. С. Баха) і в музиці епохи класицизму (опери К. Ф. Глюка, А. Сальєрі і т. ін.).

## Розмірений речитатив
Речитатив розмірений (a tempo) буває в різному розмірі — 4/4, 3/4 тощо. Під час співу речитативу, не дуже багатого мелодією, акомпанемент йде суцільно, у вигляді акордів, що витримуються або виконуваних тремоло. Проведеного мотиву, тобто малюнка, в такому акомпанементі немає. Форма невизначена, чергування тональностей довільне. Кожному складу відповідає одна нота. Виповнюється такий речитатив в темп і деригується суцільно.

## Співучий речитатив
Співучий речитатив (аріозний спів) — найбільш розвинена форма речитативу. Вокальна партія відрізняється мелодійним змістом. Одному складу слова можуть іноді відповідати два і більше звука. Як і розмірений, цей речитатив не обмежений модуляційним планом. Форма найчастіше вільна. Музичний зміст акомпанементу, у порівнянні з попередніми речитативом, є багатшими як в гармонійному, так і в ритмічному відношенні; в ньому проводиться фігура (мотив).
Спів, що має велику закінченість, але позбавлене колінного складу, називається аріозо.

## Джерело
- Юрій Юцевич. Музика: словник-довідник. — Тернопіль, 2003. — 404 с. — ISBN 966-7924-10-6. (html-пошук по словнику, djvu)